# Frank Forde
Pour les articles homonymes, voir Forde (homonymie).
Francis Michael Forde (18 juillet 1890 – 28 janvier 1983) est un homme d'État australien qui fut le quinzième Premier Ministre d'Australie. Il a la particularité d'être le Premier ministre australien qui vécut le plus longtemps et celui qui a exercé pendant le temps le plus court (1 semaine) les fonctions de Premier ministre.

## Biographie
Né à Mitchell où son père élève du bétail, Force devient instituteur à la fin de ses études. Il s'installe à Rockhampton où il devient membre actif du parti travailliste et des volontaires pour l'éducation des travailleurs.
En 1917, il est élu député de Rockhampton à l'assemblée du Queensland. Il démissionne en 1922 pour être élu député au parlement fédéral pour la circonscription de Capricornia.
Forde avance rapidement dans les rangs du parti travailliste. Quand le parti gagne les élections de 1929, il devient Secrétaire d'état au commerce et aux douanes dans le gouvernement Scullin et dans les derniers jours du gouvernement, il est élevé au rang de Ministre. Il est l'un des rares députés travaillistes à conserver son siège aux élections de 1931 et il devient vice-Premier ministre du gouvernement d'opposition en 1932. Il est encore à l'heure actuelle le seul député du Queensland à avoir été le second du parti travailliste au parlement fédéral. Quand Scullin démissionne en 1935, Forde présente sa candidature au poste de chef du parti mais il est battu d'une voix par John Curtin, défaite due surtout à son soutien à la politique économique de Scullin.
Forde reste fidèle à son parti et en 1941 quand le parti travailliste revient au pouvoir, il est nommé Ministre des Armées, un poste primordial en cette période de guerre. En 1945, Curtin meurt et Forde, qui est le second du parti est nommé Premier ministre par le Gouverneur général le 6 juillet. Cependant son poste de chef de parti lui est contesté par Ben Chifley et Norman Makin. Chifley l'emporte et Forde quitte son poste le 13 juillet. Il continue cependant à occuper d'importantes fonctions politiques comme vice-Premier Ministre ou comme Ministre de la Défense. Dans ce dernier rôle, il est très critiqué pour la lenteur avec laquelle les militaires sont démobilisés après la guerre. Cela a pour conséquence qu'il perd son poste de député aux élections de 1946 bien que le parti travailliste l'ait emporté largement.
Chifley nomme Forde "High Commissioner" ("ambassadeur") au Canada, poste qu'il occupe jusqu'en 1953. Il revient en Australie et tente d'être réélu député aux élections de 1954 mais il est à nouveau battu. En 1955 il revient au Parlement du Queensland après avoir été élu à Flinders. En 1957, le parti travailliste perd la majorité au Queensland et Forde lui-même est battu.
Forde se retire alors de la vie politique et s'installe à Brisbane où il s'occupe d'œuvres de charité. Veuf depuis 1967, il meurt en 1983.